# يوينوهورا (ياماناشي)
مدينة يوينوهورا (بالإنجليزية: Uenohara)‏ هي إحدى المدن التابعة لمحافظة ياماناشي. تأسست رسميًا في 13/02/2005. ويقدر عدد سكانها بـ 28295 نسمة حسب تقدير مكتب الإحصاء الياباني لعام 2012. تبلغ مساحة يوينوهورا 170.65 كم2. بكثافة سكانية تبلغ 166 نسمة/كم2.